# Kinderzitje (auto)

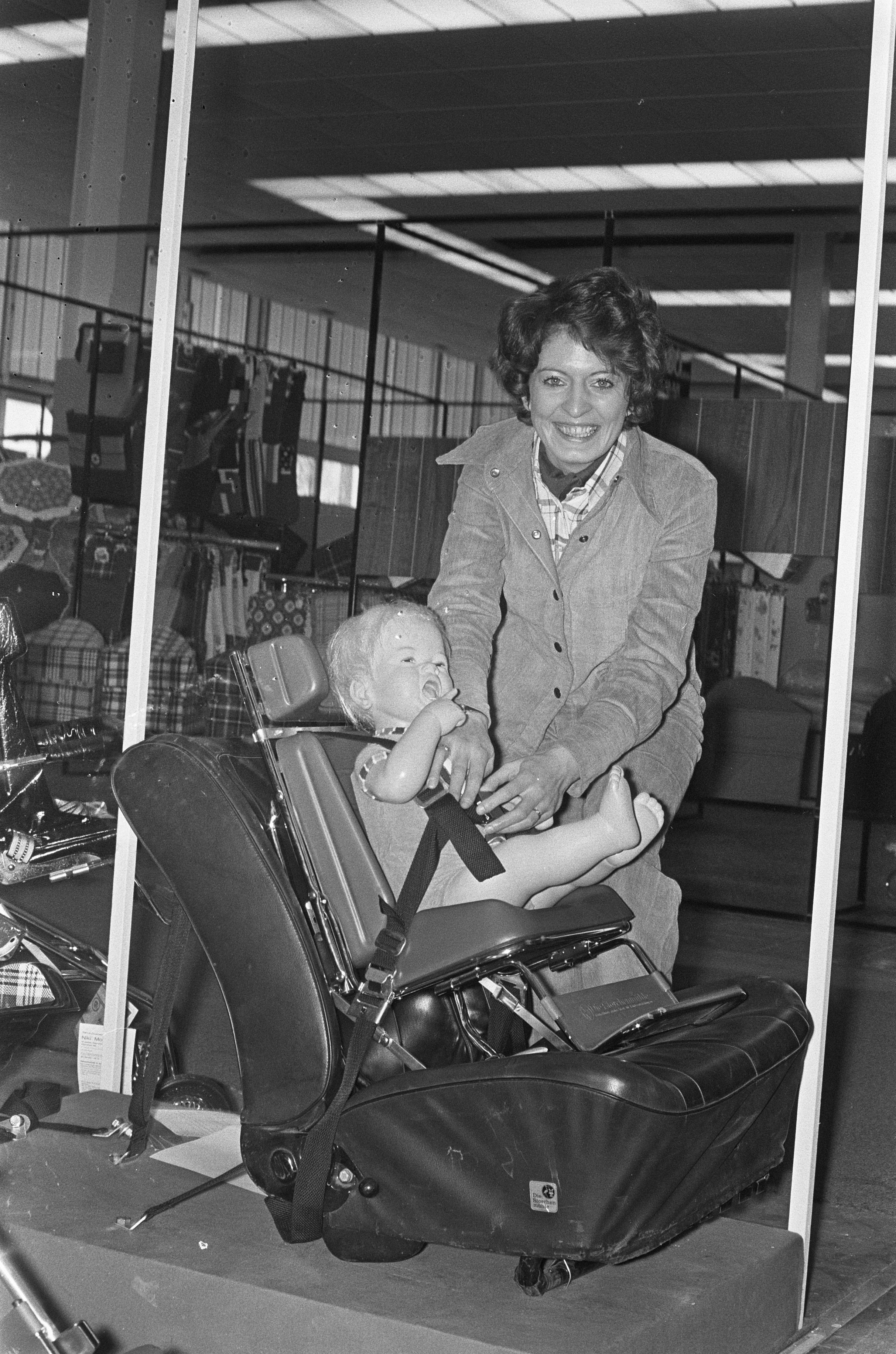
babyzitje voor in de auto; vakbeurs "Het Kind" in Utrecht, 1974

Een kinderzitje is een stoeltje voor kleine kinderen, dat in de auto gebruikt wordt om hen te beschermen tegen verwondingen of vallen.
Het kinderzitje is als veiligheidsmaatregel in veel landen verplicht, afhankelijk van de leeftijd, gewicht of lengte van de passagier.

## Keuring
Kinderzitjes moeten in de EU voldoen aan het R44 of R129 keurmerk voordat ze toegelaten zijn voor gebruik in de auto. Nieuwe autostoeltjes met de R44 norm mogen sinds september 2024 niet meer verkocht worden; ze mogen nog wel gebruikt blijven worden.
Sinds november 2012 moeten alle nieuw op de markt gebrachte auto-modellen in de EU uitgerust zijn met Isofix-bevestigingspunten, waaraan kinderzitjes veilig kunnen worden bevestigd. Sinds november 2014 is Isofix verplicht aanwezig bij alle nieuw verkochte auto's.

## Wetgeving
In verscheidene Europese landen moeten kinderen onder de 1,35 (in Nederland en België) of 1,50 (o.a. Duitsland en Italië) meter in een kinderzitje vervoerd worden.
Frankrijk hanteert in tegenstelling tot andere EU-landen geen lengte of gewichtseis, maar alleen een leeftijdseis, kinderen onder de 10 jaar moeten in Frankrijk in een kinderzitje vervoerd worden.

### Overzicht wetgeving per land[7]
| Land                  | Lengte in cm | Leeftijds- grens | Gewicht in kg | Opmerking                                                                          |
| --------------------- | ------------ | ---------------- | ------------- | ---------------------------------------------------------------------------------- |
| Albanië               |              | 12               |               |                                                                                    |
| België                | 135          |                  |               |                                                                                    |
| Bosnië en Herzegovina | 150          | 12               |               | Niet op de voorstoel                                                               |
| Bulgarije             | 150          |                  |               | Kinderen onder de 3 jaar en onder de 150 cm niet op de voorstoel.                  |
| Denemarken            | 135          |                  |               | Kinderen onder de 3 jaar en onder de 135 cm niet op de voorstoel.                  |
| Duitsland             | 150          | 12               |               |                                                                                    |
| Estland               | 150          | 12               |               |                                                                                    |
| Finland               | 135          |                  |               |                                                                                    |
| Frankrijk             |              | 10               |               | Niet op de voorstoel.                                                              |
| Griekenland           | 135          | 12               |               |                                                                                    |
| Ierland               | 150          |                  | 36            |                                                                                    |
| IJsland               | 150          |                  |               |                                                                                    |
| Italië                | 150          | 12               |               |                                                                                    |
| Kosovo                |              | 5                |               | Onder de 12 jaar niet op de voorstoel.                                             |
| Kroatië               | 150          |                  |               |                                                                                    |
| Letland               | 150          |                  |               |                                                                                    |
| Liechtenstein         | 150          | 14               |               |                                                                                    |
| Litouwen              | 135          |                  |               |                                                                                    |
| Luxemburg             | 150          | 17               |               | Bij een gewicht zwaarder dan 36 kg, enkel op de achterbank ook zonder kinderzitje. |
| Malta                 | 150          | 12               |               |                                                                                    |
| Monaco                |              | 10               |               | Niet op de voorstoel.                                                              |
| Montenegro            |              | 12               |               | Niet op de voorstoel.                                                              |
| Nederland             | 135          | 18               |               |                                                                                    |
| Noord-Macedonië       |              | 12               |               |                                                                                    |
| Noorwegen             | 135          |                  |               |                                                                                    |
| Oostenrijk            | 135          | 14               |               |                                                                                    |
| Polen                 | 150          | 12               |               |                                                                                    |
| Portugal              | 135          | 12               |               |                                                                                    |
| Roemenië              | 150          | 12               |               |                                                                                    |
| Zweden                | 135          |                  |               |                                                                                    |
| Zwitserland           | 150          | 12               |               |                                                                                    |
| Servië                | 135          |                  |               | Kinderen onder de 12 jaar niet op de voorstoel.                                    |
| Slowakije             | 150          | 12               |               | Niet op de voorstoel.                                                              |
| Slovenië              | 150          | 12               |               |                                                                                    |
| Spanje                | 135          | 18               |               | Niet op de voorstoel.                                                              |
| Tsjechië              | 150          | 12               |               |                                                                                    |
| Turkije               | 150          |                  | 36            | Niet op de voorstoel.                                                              |
| Hongarije             | 150          |                  |               | Kinderen onder de 12 jaar niet op de voorstoel.                                    |
| Verenigd Koninkrijk   | 135          | 12               |               |                                                                                    |
| Cyprus                | 150          | 12               |               | Kinderen onder de 5 jaar niet op de voorstoel.                                     |

- Bibliotheek van het Japanse parlement: 00917850
- Nationale Bibliotheek van Tsjechië: ph386379
- Nationale Bibliotheek van Israël: 987007547151105171